# Tale Of A Man
Tale Of A Man es una canción inédita de la banda de Rock, Toto lanzado esn su álbum de rarezas Toto XX de 1998 fue escrita e interpretada por Bobby Kimball. Esta canción fue grabada durante las sesiones del disco Hydra
la canción fue tocada en varios conciertos de 1980´s sobre todo en el Hydra world tour pero nunca fue liberada en esos años.

## Personal
- Steve Lukather: Guitarras,coros
- David Paich: Piano
- Bobby Kimball: Voz
- David Hungate: Bajo
- Jeff Porcaro: Batería
- Steve Porcaro: Sintetizadores

## Enlace
- Video de tale of a man en vivo 1980

- Datos: Q6138213